# (9279) Seager
(9279) Seager est un astéroïde de la ceinture principale.

## Description
(9279) Seager est un astéroïde de la ceinture principale. Il fut découvert le 1er mars 1981 à Siding Spring par Schelte J. Bus. Il présente une orbite caractérisée par un demi-grand axe de 2,45 UA, une excentricité de 0,19 et une inclinaison de 8,3° par rapport à l'écliptique.

## Compléments